# Neamblymorpha milva
Neamblymorpha milva är en stekelart som först beskrevs av Cresson 1867.  Neamblymorpha milva ingår i släktet Neamblymorpha och familjen brokparasitsteklar. Inga underarter finns listade i Catalogue of Life.